# Videokonference
Videokonference představuje moderní způsob multimediální komunikace umožňuje současný přenos zvuku, obrazu a dat mezi dvěma i více účastníky. Je to také komunikace na libovolnou vzdálenost probíhající v reálném čase. Její způsob závisí na programovém vybavení.
Videokonference jsou používány zpravidla v podnikatelském prostředí, kde šetří náklady na cestování. Díky schopnosti propojit více lokalit jsou schopny do značné míry nahradit například osobní setkání zaměstnanců různých poboček jedné společnosti. Poprvé byla videokonference provozována komerčně v 70. letech společností AT&T.
Videokonferenční řešení mohou k zobrazení druhé strany (případně dalších stran – v případě propojení více lokalit) využívat jak běžné počítačové monitory, tak velké obrazovky, které navozují realističtější dojem setkání.
S nástupem Cloudu se začaly objevovat také Cloud videokonference (viz externí odkaz pro začínající uživatele), které umožňují hostovat kompletní infrastrukturu přímo u provozovatele služby. Tyto služby se dnes dělí na dvě hlavní kategorie:
- Meet-Me služby, kdy se musí všichni účastnící sejít v předem dohodnuté virtuální místnosti.
- Point-to-Point služby s možností eskalace hovoru do Multipoint hovoru, kdy účastníci mohou zavolat přímo vybrané osobě ze seznamu účastníků a případně přivolat další účastníky bez nutnosti předešlé domluvy. Užívání této služby se dá přirovnat ke klasickému telefonování, na které jsme dnes zvyklí.

Revoluci v oblasti videokonferencí by mohla znamenat technologie 3D videokonferencí, která umožňuje zobrazit člověka, se kterým probíhá komunikace na dálku, formou barevného hologramu v životní velikosti (viz externí odkazy).